# Prieuré Sainte-Radegonde de Villevaleix
Le prieuré Sainte-Radegonde de Villevaleix est un ancien prieuré situé en France, dans la commune de Sainte-Anne-Saint-Priest, située dans le département de la Haute-Vienne.

## Localisation
Le prieuré est situé au sud-est du département français de la Haute-Vienne, sur la commune de Sainte-Anne-Saint-Priest, dans le village de Villevaleix, situé à environ 2 km à l'est du bourg.

## Historique
Le prieuré féminin de Villevaleix est fondé au XIIe siècle. Il est dédié à Radegonde de Poitiers. En 1271, on y compte 23 religieuses.
Au Moyen Âge, les prieures puis les abbesses de Bonnesaigne rendent hommage aux évêques de Limoges. Ces derniers exigent à compter de 1276 que l'abbesse de Bonnesaigne rende visite à Villevaleix tous les trois ans. Dès lors, le prieuré de Villevaleix dépend de l'abbaye de Bonnesaigne, aux côtés de quatre autres petits prieurés locaux aujourd'hui disparus, situés à Coursellas (Eymoutiers), La Ribière (Nedde) et la Drouille Noire (Bonnac-la-Côte). Au XIVe siècle, une règle impose la présence de 18 religieuses à Villevaleix.
Près de l'ancienne église se trouve une pierre tombale à l'effigie d'une abbesse. 
En 1973, la Société pour la protection des paysages et de l'esthétique générale de la France s'alarme du devenir de l'église.
Les restes du prieuré sont partiellement inscrits au titre des monuments historiques le 30 octobre 1996. Le bâtiment sert aujourd'hui de hangar agricole (c'est déjà une étable en 1902). Sa toiture est faite de tôle métallique.